# 波旁改革
波旁改革（西班牙語：Reformas Borbónicas）是18世紀西班牙波旁王朝數位君王進行的一系列政治經濟變法。相對於哈布斯堡王朝時期複雜的政府體系，加強了王權對各官員的明確權威。
改革導致行政結構和人事組成大幅度重建。改革原本打算刺激手工業和技術發展，幫助西班牙走向現代化。在西屬美洲，進行改革是希望讓行政體系加強效率，促進美洲的經濟、貿易和財政發展。王室著手改革，希望可以為西班牙帶來正面影響。此外，改革的目的也有意限制克里奧人的權力，讓西班牙在殖民地的地位有更多的權威。
改革造成了行政體系的混亂，使美洲當地菁英（克里奧人）與西班牙本土漸行漸遠，最終導致西屬美洲的獨立。

## 西屬美洲

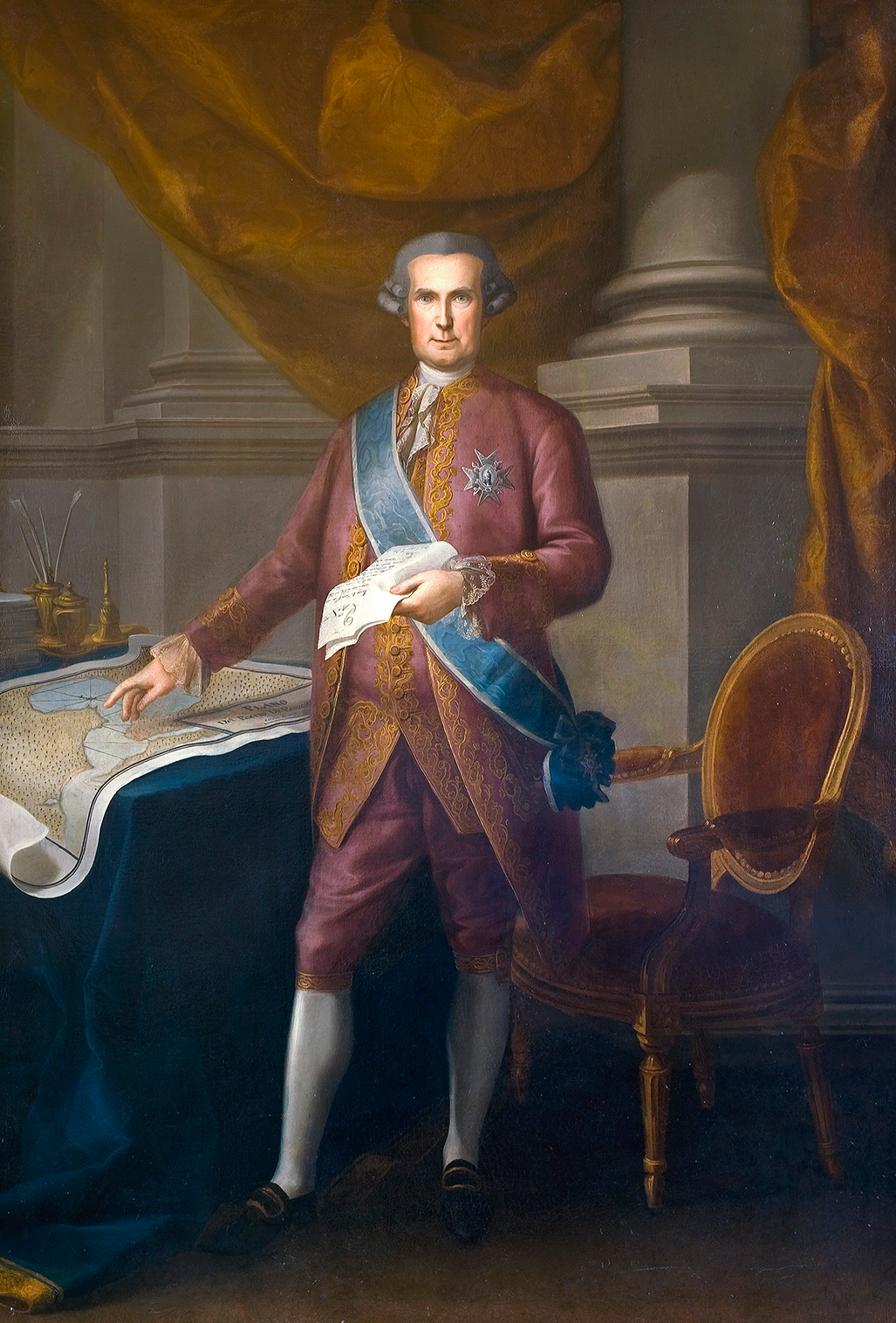
新西班牙巡查吏和之後的印度議會議長何塞·德格拉維斯。

在西屬美洲，何塞·德坎皮略1743年所出版的《美洲經濟政府新體制》（西班牙語：Nuevo Sistema de gobierno económico para la América）是改革的關鍵點。他比較了英法和西班牙的殖民體制，並指出英法從殖民地獲取的利益遠超越西班牙。他呼籲政府應該將西班牙與其海外領土之間的經濟關係，改革為更像法國讓-巴普蒂斯特·柯爾貝爾提倡的重商主義。
大幅度的行政結構改革，設法加強西班牙中央政府的權力，限縮地方菁英的權力並讓半島人任官，好增加王國的收入，波旁改革因此又被稱為「政府內部革命」。
18世紀後半葉，印度議會議長的巡察吏（西班牙語：Visita General）何塞·德格拉維斯著手從新西班牙開始，在西屬美洲開始進行大幅改革。 最早的改革是於1717年從秘魯副王區劃出新格拉納達副王區，以改善行政區劃。到了1739確認永久設置新格拉納達副王區。這個改革解決了南美洲北部距離秘魯過遠的問題。 1776年，拉布拉他副王區也從秘魯副王區劃分出來，這也是格拉維斯的精密行政區劃改革中的一環。同年，設立了委內瑞拉都督府。
卡洛斯三世主政時，消除印度議會的職務，將殖民地事務整併至單一部門。甚至將過去一個半世紀中靠著官位買賣擔任當地公務員的克里奧人，改由王室直接任命的半島人擔任（由於政府認為這樣直接指派的人更有資格，也更公正）。
卡洛斯三世也在經過許多困難的步驟下，改變了之前的統治家族哈布斯堡王朝留下的複雜行政體系。廢止了警察官（西班牙語：Corregidor）並改由法式官位代官（西班牙語：Intendente）取代。代官制度在行政上有比起警察官更強大的權力，可以決定副王、都督和長官的財務支出。